# Zubara lycii
Zubara lycii är en insektsart som beskrevs av Al-ne'amy och Rauno E. Linnavuori 1982. Zubara lycii ingår i släktet Zubara och familjen dvärgstritar. Inga underarter finns listade i Catalogue of Life.